# LAMP

The LAMP software bundle (here additionally with Squid). A high performance and high-availability solution for a hostile environment

El terme LAMP és un acrònim que s'origina a finals del 2000 a Alemanya per descriure la plataforma sobre la qual funcionen les aplicacions web creades utilitzant la següent combinació d'eines:
- Linux, el sistema operatiu;
- Apache, el servidor web;
- MariaDB o MySQL, el servidor de bases de dades;
- Perl, PHP, o Python, llenguatges de programació.

L'altra opció que sovint apareix en la publicitat dels proveïdors d'allotjament web és WAMP, que és la plataforma equivalent sobre Windows.